# 图拉斯叉钩丝壳
图拉斯叉钩丝壳（学名：Sawadaea tulasnei）是属于白粉菌目白粉菌科叉钩丝壳属的一种真菌，寄生在槭属植物上。该种分布于中国、日本、俄罗斯、法国、罗马尼亚、挪威、奥地利、瑞士、瑞典、德国等地。